# Xi’an Jiaotong-Liverpool University
Die Xi’an Jiaotong-Liverpool University (chinesisch 西交利物浦大学, Pinyin Xījiāo Lìwùpǔ Dàxúe, Kurzform: XJTLU) ist eine 2006 gegründete chinesisch-britische Universität in Suzhou, in der ostchinesischen Provinz Jiangsu der Volksrepublik China. An der Universität werden innovative Lehransätze entwickelt, die chinesische und westliche Methoden verbinden, und Impulse für die Reform chinesischer Hochschulen geben sollen. Die Unterrichtssprache ist Englisch.

## Gründung

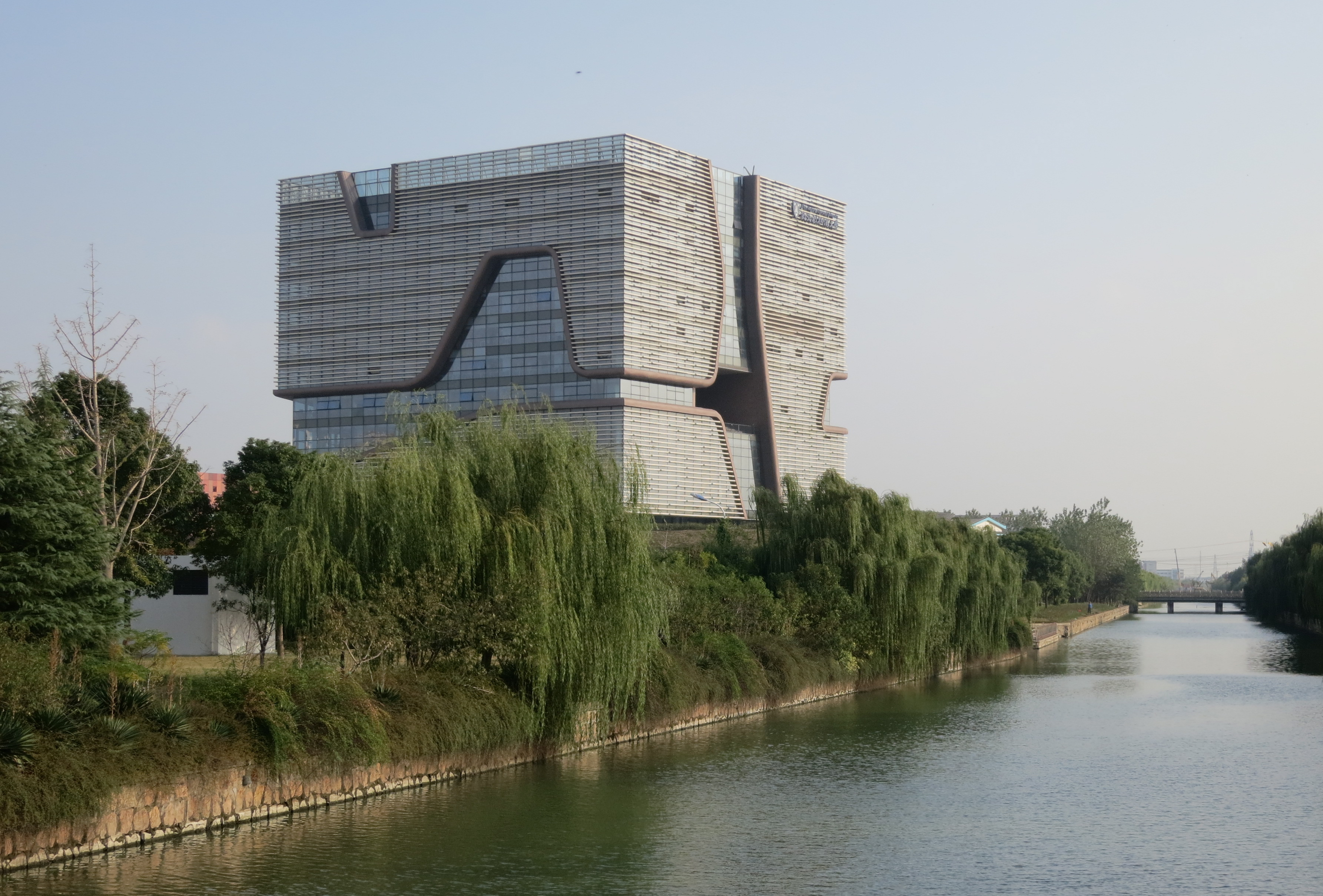
Administration and Information Center der Universität, Architekten: Aedas

Die University of Liverpool und die Jiaotong-Universität Xi’an unterzeichneten am 28. September 2004 eine Kooperationsvereinbarung zur Gründung einer neuen, von den beiden Gründerinnen unabhängigen Universität. Entstehen sollte eine Natur- und Ingenieurwissenschaftliche Hochschule mit einem zusätzlichen Schwerpunkt in Englischer Sprache. Die Universität ist als private Hochschule konstituiert, deren Besitzer die University of Liverpool und die Jiaotong-Universität Xi’an sind.
Der Name Jiaotong beziehungsweise Jiao Tong ist die Transkription des chinesischen Wortes 交通 (pinyin: Jiāotōng; Wade-Giles: Chiaotung). Dieses Wort bedeutet ungefähr Verkehr, Transport oder Kommunikation (etwas, das verbindet) und ist in mehreren Fällen Bestandteil von chinesischen Universitätsnamen, in denen es meist unübersetzt bleibt.
Die Bauarbeiten begannen im August 2005. Offiziell eröffnet wurde die Xi’an Jiaotong-Liverpool University am 29. Mai 2006. Sie ist die erste Partnerschaft hochrangiger chinesischer und britischer Forschungsuniversitäten und wird vom chinesischen Bildungsministerium als gemeinnützige Bildungsstätte anerkannt.

### Wappen
Das Wappen der Universität kombiniert Gestaltungselemente des Wappens der University of Liverpool (wie z. B. Umriss, blau-weiße Farbgebung, drei Liver birds (stilisierte Vögel mit einem Blatt im Schnabel, Wappentier der Stadt Liverpool)), mit Elementen des Wappens der Jiaotong-Universität Xi’an (Amboss, Hammer, Bücher, Zahnrad). Die Inschrift lautet: XJTLU 2006.

## Campus

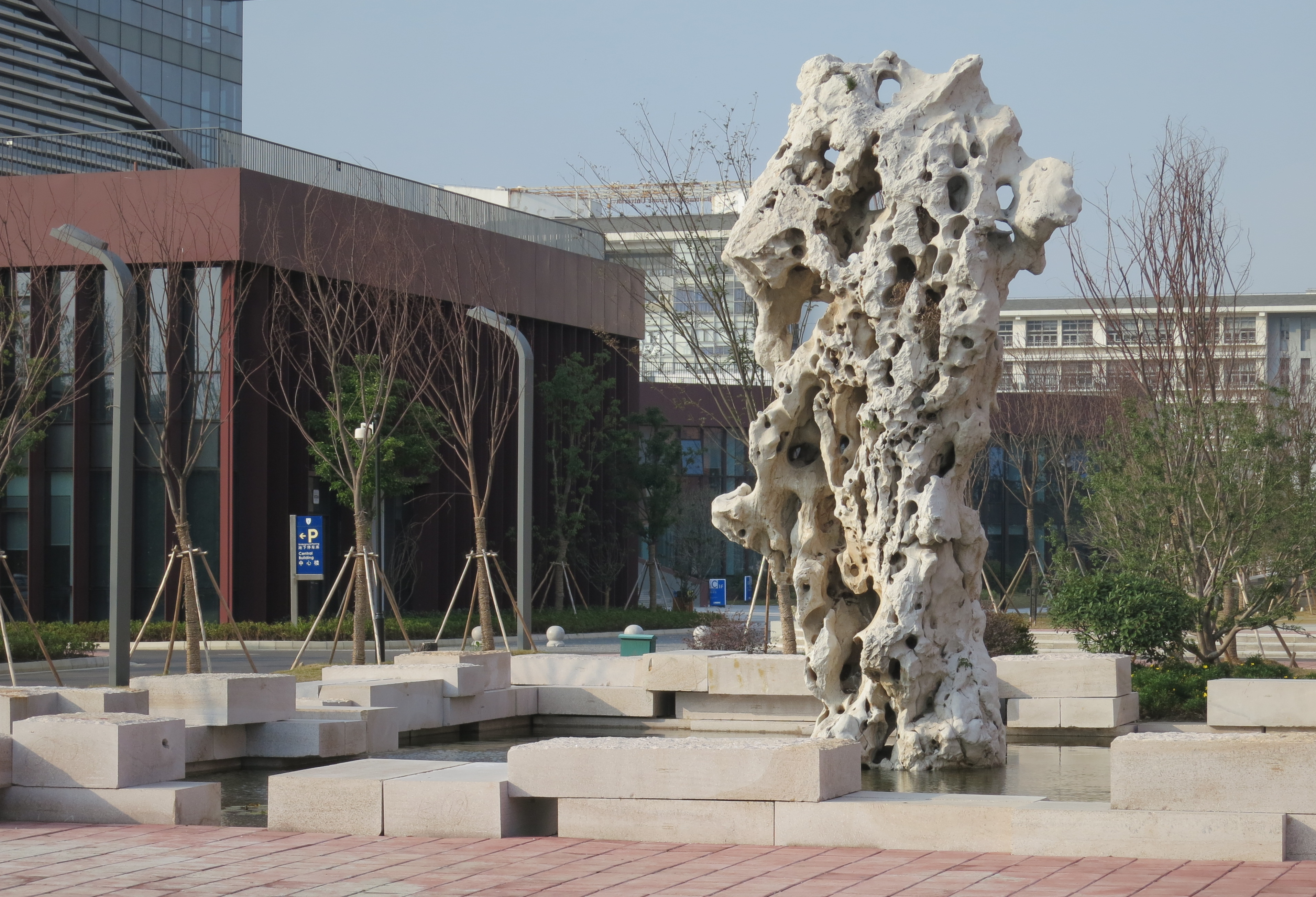
Süd-Eingang des North Campus mit Gelehrtenstein

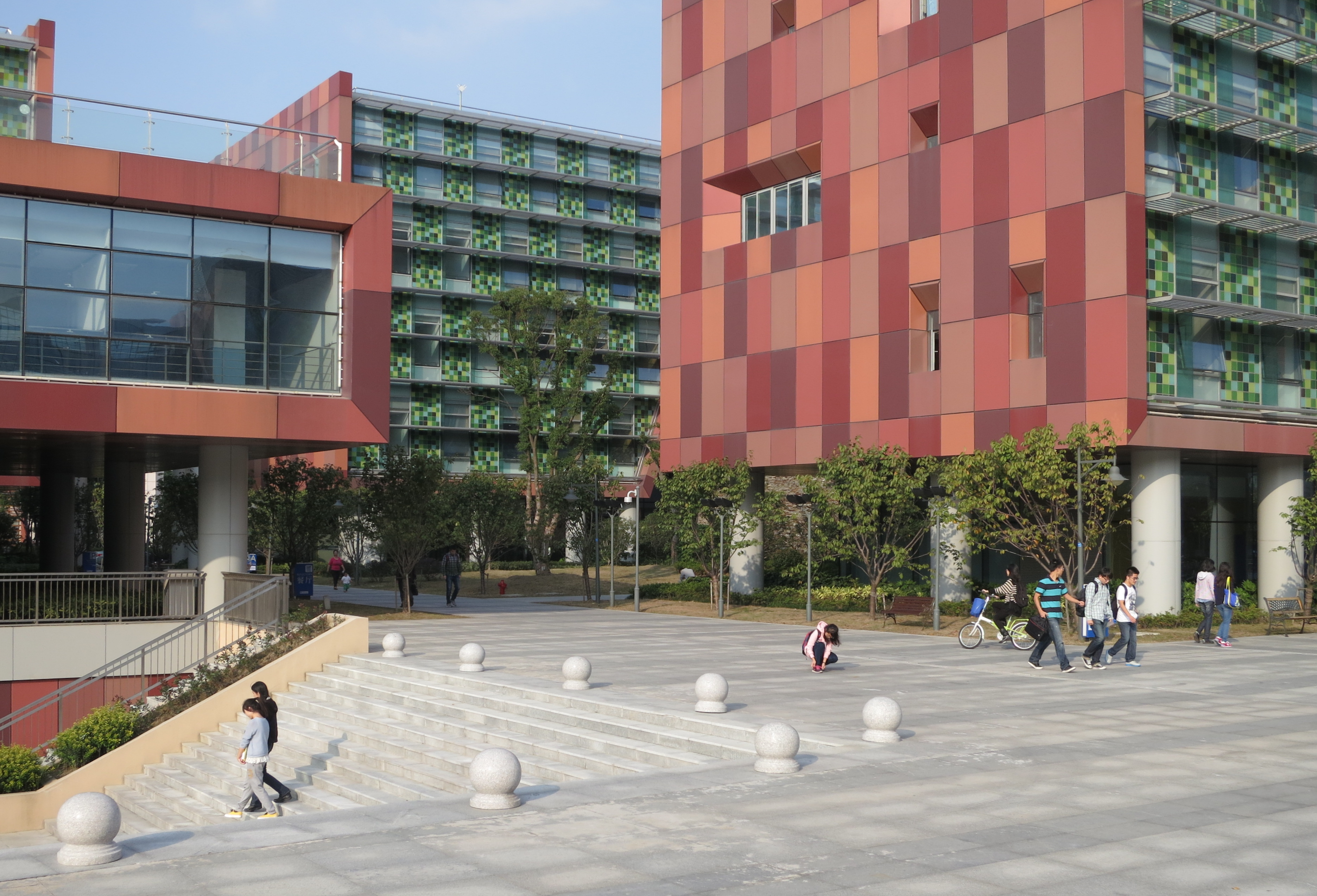
Nord-Campus mit Mensa und Institutsgebäuden, Architekten: Perkins+Will

Der Campus liegt etwa 12 km südöstlich vom historischen Stadtzentrum von Suzhou, am Ostrand des Stadtbezirks Gusu im Dushu Lake High Education Town (HET), der wiederum ein Teil des Suzhou Industrial Park (SIP) ist. Der Campus liegt etwa 90 km westlich von Shanghai, 230 km östlich von Nanjing und 160 km nördlich von Hangzhou, der Hauptstadt der Provinz Zhejiang.
Der Masterplan für den Nord-Campus (zwischen Ren’ai- und Wenjingstraße) sowie einige der Institutsgebäude wurde vom amerikanischen Architekturbüro Perkins+Will entworfen und bis 2012 fertiggestellt. Das britisch-asiatische Architekturbüro Aedas entwarf das Administration and Information Center, in dem Teile der Hochschulverwaltung und die Universitätsbibliothek untergebracht sind, und das im August 2013 fertiggestellt wurde. Der würfelförmige Baukörper liegt an einem Kanal, der die westliche Grenze des Campus bildet. Im Unterschied zu vielen anderen Hochschulen Südchinas sind die Gebäude das ganze Jahr über klimatisiert.
Auf dem Süd-Campus (zwischen Wenjing- und Yifangstraße) befinden sich Sportanlagen und es sind weitere Institutsgebäude in Planung und im Bau, die bis 2016 bezugsfertig werden sollen. Nord- und Süd-Campus sind durch die Wenjingstraße und den die Straße begleitenden Kanal getrennt. Sie werden durch eine Mall verbunden, die unter Straße und Kanal hindurch führt. Auf dem Nord-Campus erweitert sich die Mall zu einem abgesenkten Innenhof, in dem sich der Student Enterprise Park der Universität befindet. Auf dem Süd-Campus führt die Mall zur zentralen Plaza des Campus.

## Lehre
An der Xi’an Jiaotong-Liverpool University werden innovative Lehransätze entwickelt, die Chinesische und westliche Methoden verbinden, und Impulse für die Reform der Chinesischen Hochschulen geben sollen. Die Unterrichtssprache ist Englisch, die meisten Fakultäten haben einen hohen Anteil internationaler Professoren, die aus inzwischen mehr als 40 Ländern berufen wurden.
Die Studierenden haben die Wahl, nach zwei Jahren an die University of Liverpool zu wechseln. Alle Studierenden erhalten sowohl einen Abschluss der Xi’an Jiaotong-Liverpool University (nach Chinesischem Hochschulrecht) als auch einen Abschluss der University of Liverpool. Im ersten Studienjahr waren 160 Bachelor-Studenten eingeschrieben, heute (Herbst 2014) hat die Universität etwa 8000 Studierende auf dem Campus und weitere 3000 Studierende an der University of Liverpool. Geplant ist zunächst ein Ausbau der Hochschule zu einer Größe von ca. 15.000 Studierenden.
Als eine von nur zwei Hochschulen in China bietet XJTLU Studiengänge in Architektur an, die von dem Royal Institute of British Architects akkreditiert sind, und somit den Zugang zu den europäischen Architektenkammern, und über die Canberra Vereinbarung auch zu den berufsständischen Organisationen in z. B. Australien und den USA, erleichtern.

## Organisation
An der Xi’an Jiaotong-Liverpool-Universität (XJTLU) existieren derzeit 12 Fakultäten (Academic Departments) und 4 sogenannte Lehrzentren.

### Fakultäten
- Architektur
- Bauingenieurwesen
- Biologie
- Betriebswirtschaftslehre
- Chemie
- Informatik
- Elektrotechnik
- Umweltwissenschaften
- Englische Kultur und Kommunikation
- Mathematik
- Produktdesign
- Stadtplanung

### Lehrzentren
- Sprachzentrum Englisch und Spanisch
- Zentrum für Chinesische Sprache und Kultur
- Zentrum für Mathematik und Physik
- Sportzentrum

## Auszeichnungen
Im Dezember 2011 wurde die Universität als die in China einflussreichste chinesisch-ausländische Hochschule ausgezeichnet.
Studenten der Fakultät für Architektur der Xi’an Jiaotong-Liverpool-Universität (XJTLU) haben seit der Gründung der Fakultät im Jahr 2011 eine Reihe von wichtigen Auszeichnungen erhalten, u. a. bei dem internationalen CTBUH Studentenwettbewerb für Hochhausdesign. Die Studenten haben bereits viermal bei dem internationalen IDEERS Wettbewerb für erdbebensicheres Bauen in Taiwan Preise erhalten, und zweimal beim nationalen chinesischen Symposium für Lehre in der Architektur, bei dem jährlich die besten Entwurfsarbeiten aller chinesischer Architekturschulen ausgezeichnet werden.